# Haltere la Jocurile Olimpice de vară din 2024 - feminin 59 kg
Proba de haltere categoria 59 de kg feminin de la Jocurile Olimpice de vară din 2024 de la Paris a avut loc la data de 8 august 2024, la Paris Expo Porte de Versailles.

## Program
Orele sunt ora Franței (UTC+1) 
| Data               | Oră   |
| ------------------ | ----- |
| Joi, 8 august 2024 | 16:00 |

## Rezultate
Rezultate finele.
| Loc | Sportivă           | Țară              | Smuls (kg) | Smuls (kg) | Smuls (kg) | Smuls (kg) | Aruncat (kg) | Aruncat (kg) | Aruncat (kg) | Aruncat (kg) | Total  |
| Loc | Sportivă           | Țară              | 1          | 2          | 3          | Rezultat   | 1            | 2            | 3            | Rezultat     | Total  |
| --- | ------------------ | ----------------- | ---------- | ---------- | ---------- | ---------- | ------------ | ------------ | ------------ | ------------ | ------ |
| 1   | Luo Shifang        | China             | 101        | 105        | 107        | 107 RO     | 129          | 134          | 137          | 134 RO       | 241 RO |
| 2   | Maude Charron      | Canada            | 101        | 104        | 106        | 106        | 126          | 130          | 132          | 130          | 236    |
| 3   | Kuo Hsing-chun     | Taipeiul Chinez   | 103        | 105        | 105        | 105        | 130          | 130          | 137          | 130          | 235    |
| 4   | Anyelin Venegas    | Venezuela         | 97         | 100        | 102        | 102        | 122          | 128          | 134          | 128          | 230    |
| 5   | Rafiatu Lawal      | Nigeria           | 100        | 103        | 103        | 100        | 125          | 127          | 130          | 130          | 230    |
| 6   | Elreen Ando        | Filipine          | 100        | 100        | 102        | 100        | 130          | 130          | 130          | 130          | 230    |
| 7   | Kamila Konotop     | Ucraina           | 104        | 106        | 106        | 104        | 123          | 129          | 132          | 123          | 227    |
| 8   | Janeth Gómez       | Mexic             | 92         | 92         | 95         | 95         | 114          | 119          | 122          | 122          | 217    |
| 9   | Dora Tchakounté    | Franța            | 95         | 98         | 100        | 98         | 115          | 118          | —            | 115          | 213    |
| 10  | Mattie Sasser      | Insulele Marshall | 94         | 94         | 94         | 94         | 110          | 115          | 118          | 115          | 209    |
| 11  | Lucrezia Magistris | Italia            | 96         | 96         | 100        | 96         | 111          | 112          | 112          | 112          | 208    |
| —   | Yenny Álvarez      | Columbia          | 101        | 103        | 105        | 105        | 130          | 132          | 132          | —            | NT     |